# André Veilleux
André Veilleux ist ein ehemaliger kanadischer Eishockeyspieler. 
Veilleux spielte auf der Position des rechten Flügelstürmers und wurde im Rahmen des NHL Amateur Draft 1965 in der ersten Runde an erster Position von den New York Rangers ausgewählt. Zuvor hatte er für ein Juniorenteam im kanadischen Montreal in der Provinz Québec gespielt. Der Kanadier bestritt jedoch niemals ein Spiel in der National Hockey League. In der Saison 1965/66 stand er bei den Trois-Rivières Reds in der Quebec Junior A Hockey League im Einsatz.